# Rifle Henry
O Rifle Henry também conhecido como Henry Model 1860, é um rifle de repetição por ação de alavanca, com carregador tubular, projetado por Benjamin Tyler Henry em 1860. Ele ficou famoso pelo fato de ter sido usado na Batalha de Little Bighorn e de ter servido de base para o icônico "Rifle Winchester" do Velho Oeste.

## Histórico

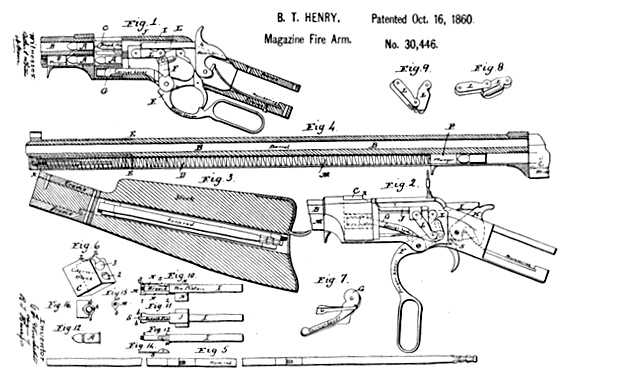
Desenho da patente Nº 30.446 do Rifle Henry
de 16 de outubro de 1960.

O rifle foi introduzido por Henry em 1860 (apenas 270 produzidos), depois de três anos de trabalho de projeto e aperfeiçoamentos, tendo sido produzido até 1866 pela New Haven Arms Company. Foi adotado em pequenas quantidades pelo Exército da União mas teve uso limitado durante a Guerra Civil, favorecido por seu maior poder de fogo em relação aos rifles de tiro único e carregamento frontal usados até então. Muitos exemplares, encontraram seu caminho para o Oeste nas mãos de índios Sioux e Cheyenne, que impuseram a histórica derrota ao 7º Regimento de Cavalaria de Custer em 25 junho de 1876.

## Características
- Comprimento total: 44,75 in (114 cm)
- Comprimento do cano: 24 in (61,0 cm)[4]
- Peso vazio: 9,4 lb (4,26 kg)[4]
- Peso carregado: 9,93 lb (4,50 kg)
- Calibre: .44 Henry[4]
- Projétil: 216 grão (14,0 g)  5,6 g (86 gr)[4]
- Carga: 28 grão (1,81 g) de pólvora negra[4]
- Velocidade de saída do cano: 1 125 pés por segundo (340 m/s)[4]
- Energia na saída do cano: 568 lb·ft (770 J)[4]
- Capacidade: 15 tiros[4]